# Hraniční přechod Pomezní Boudy – Przełęcz Okraj
Hraniční přechod Pomezní Boudy – Przełęcz Okraj (polsky Przejście graniczne Przełęcz Okraj – Pomezní Boudy) je bývalý silniční hraniční přechod na česko-polské státní hranici na hraničním úseku IV/21 - IV/21/1 mezi Pomezními Boudami (část vesnice Horní Malá Úpa, okres Trutnov, Královéhradecký kraj) a polskou horskou rozsedlinou Przełęcz Okraj (Kowary, okres Krkonoše, Dolnoslezské vojvodství). Přechod leží v nadmořské výšce 1046 m n. m. na silnici II/252; za hranicí pokračuje polská silnice č. 370. Před zrušením byl určen pro pěší, cyklisty, motocykly a osobní automobily.
Hraniční přechod byl zrušen při vstupu České republiky do Schengenského prostoru v roce 2007. V případě dočasného znovuzavedení ochrany vnitřních hranic je provoz na hraničním přechodu upraven Sdělením Ministerstva vnitra č. 395/2021 Sb.